# Percy Williams Bridgman
Percy Williams Bridgman (Cambridge, Massachusetts, 1882. április 21. – Randolph, New Hampshire, 1961. augusztus 20.)  amerikai kísérleti fizikus.

## Életpálya
1900-tól a Harvard Egyetemen tanult, 1905-ben M. A. fokozatot, 1908-ban doktorátust szerzett. Tanulmányait befejezve a kísérleti fizika útjára lépett. Útmutatásai alapján új geológiai iskola fejlődött ki, amely a nagy nyomásokon és hőmérsékleteken végzett kísérletekre alapult. 
1919-ben a Harvard rendes professzora, 1926-ban "Hollis"-, majd 1950-ben "Higgins"-professzor.
Tudományos álláspontja.[forrás?] Csak annyiban van értelme a fizikai fogalmak értelmezésének, amennyiben lehetséges a megfigyelésük.

## Kutatási területei
1908-ban kezdte meg a statikus nagy nyomásokra vonatkozó kísérleteit. Kutatásait elősegítve a speciális berendezések jó részét magának kellett megalkotnia. Legfontosabb találmánya egy speciális tömítés, amelyben a nyomás mindig nagyobb, mint a nyomás alatti folyadékban, így az elzárás öntömítő. Felfedezte, hogy egy bizonyos átmeneti nyomáson a céziumban átrendeződnek az elektronok.

## Írásai
Több mint 260 cikket tett közzé, és 13 könyve jelent meg.

## Szakmai sikerek
- 1917-ben megkapta a Rumford-díj(wd) elismerést.
- 1932-ben kitüntették a Elliott Cresson-éremmel.
- 1946-ban fizikai Nobel-díjjal ismerték el szakmai munkásságát, a nagy nyomások fizikájában tett felfedezéseiért.